# Klaus Kinkel
Pour les articles homonymes, voir Kinkel.
 (mars 2019).
Si vous disposez d'ouvrages ou d'articles de référence ou si vous connaissez des sites web de qualité traitant du thème abordé ici, merci de compléter l'article en donnant les références utiles à sa vérifiabilité et en les liant à la section « Notes et références ».
Klaus Kinkel, né le 17 décembre 1936 à Metzingen et mort le 4 mars 2019 à Sankt Augustin,, est un juriste et homme politique allemand membre du Parti libéral-démocrate (FDP).
Proche du FDP durant toute sa carrière dans l'administration publique fédérale, il a notamment été chef de cabinet d'Hans-Dietrich Genscher de 1970 à 1974, puis président du Service fédéral de renseignement entre 1979 et 1982. 
En 1991, il est choisi comme ministre fédéral de la Justice dans la coalition noire-jaune d'Helmut Kohl et adhère au parti libéral. Il change de portefeuille un an plus tard, devenant ministre fédéral des Affaires étrangères, avant de prendre en mai 1993 la présidence du FDP et le poste de vice-chancelier. 
Il renonce à la direction du FDP en mai 1995, et quitte le gouvernement avec l'arrivée au pouvoir d'une coalition rouge-verte en 1998. Il se retire de la vie politique en 2002.

## Biographie

### Formation
Bien que né à Metzingen, Klaus Kinkel grandit à Hechingen, où il obtient son Abitur en 1956. Cette même année, il entreprend des études de droit aux universités de Tübingen, Bonn et Cologne. Il les achève en 1961 en passant son premier examen juridique d'État.
Il obtient son doctorat trois ans plus tard, puis son second examen juridique d'État en 1965.

### Carrière

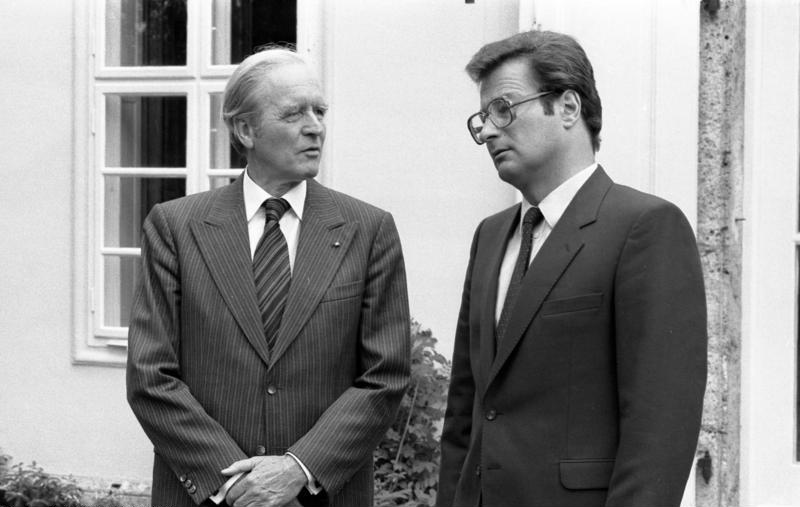
Klaus Kinkel et Karl Carstens en 1982.

Klaus Kinkel commence par travailler au sein de l'administration de l'arrondissement de Balingen, puis rejoint, en 1968, le ministère fédéral de l'Intérieur. Deux ans plus tard, il devient secrétaire personnel et chef de cabinet du ministre de l'époque, Hans-Dietrich Genscher.
En 1974, il intègre l'administration de l'office des Affaires étrangères comme chef du personnel, puis prend la tête du service de planification cinq ans plus tard, en 1979.
Cette année-là, Kinkel est nommé président du Service fédéral de renseignement (BND), et occupe ce poste jusqu'en octobre 1982, lorsqu'il devient secrétaire d'État au ministère fédéral de la Justice.
Depuis sa retraite de la vie politique, il exerce la profession d'avocat et il s'engage dans de nombreux projets en faveur des handicapés. Il est président de la Fondation Deutsche Telekom jusqu'en 2014.
Catholique, il est marié et père de trois enfants.

### Activité politique
En 1991, il adhère au Parti libéral-démocrate (FDP).

#### Ministre fédéral
Le 18 janvier de cette même année, Klaus Kinkel est nommé ministre fédéral de la Justice par Helmut Kohl. À peine seize mois plus tard, le 18 mai 1992, Klaus Kinkel devient ministre fédéral des Affaires étrangères, en remplacement du vétéran Hans-Dietrich Genscher, ayant été préféré par le groupe parlementaire libéral à la ministre fédérale de l'Aménagement du territoire, Irmgard Schwaetzer.
Le poste de vice-chancelier revient cependant au ministre fédéral de l'Économie, Jürgen Möllemann. Il le récupère le 21 janvier 1993, à la suite de la démission de Möllemann.

#### Président du FDP et critiques
Environ cinq mois plus tard, le 11 juin, Klaus Kinkel est élu président fédéral du FDP.
Il fait son entrée au Bundestag comme député fédéral du Bade-Wurtemberg aux législatives du 16 octobre 1994 puis se voit reconduit dans ses fonctions le 17 novembre suivant.
À la suite des nombreux revers subis par le Parti libéral-démocrate tant aux élections fédérales que lors de divers scrutins régionaux, il n'est pas réélu à la tête de son parti lors du congrès fédéral du 10 juin 1995. Il est réélu lors du scrutin fédéral du 27 septembre 1998, mais doit quitter le gouvernement fédéral un mois plus tard du fait de l'arrivée au pouvoir de la coalition rouge-verte de Gerhard Schröder.

#### Fin de carrière
Klaus Kinkel ne se représente pas aux élections de 2002 et quitte la vie politique.